# Gul rottryffel
Gul rottryffel (Scleroderma citrinum) är en svampart som beskrevs av Christiaan Hendrik Persoon 1801. Gul rottryffel ingår i släktet Scleroderma och familjen rottryfflar.  Arten är reproducerande i Sverige. Inga underarter finns listade i Catalogue of Life.

## Källor

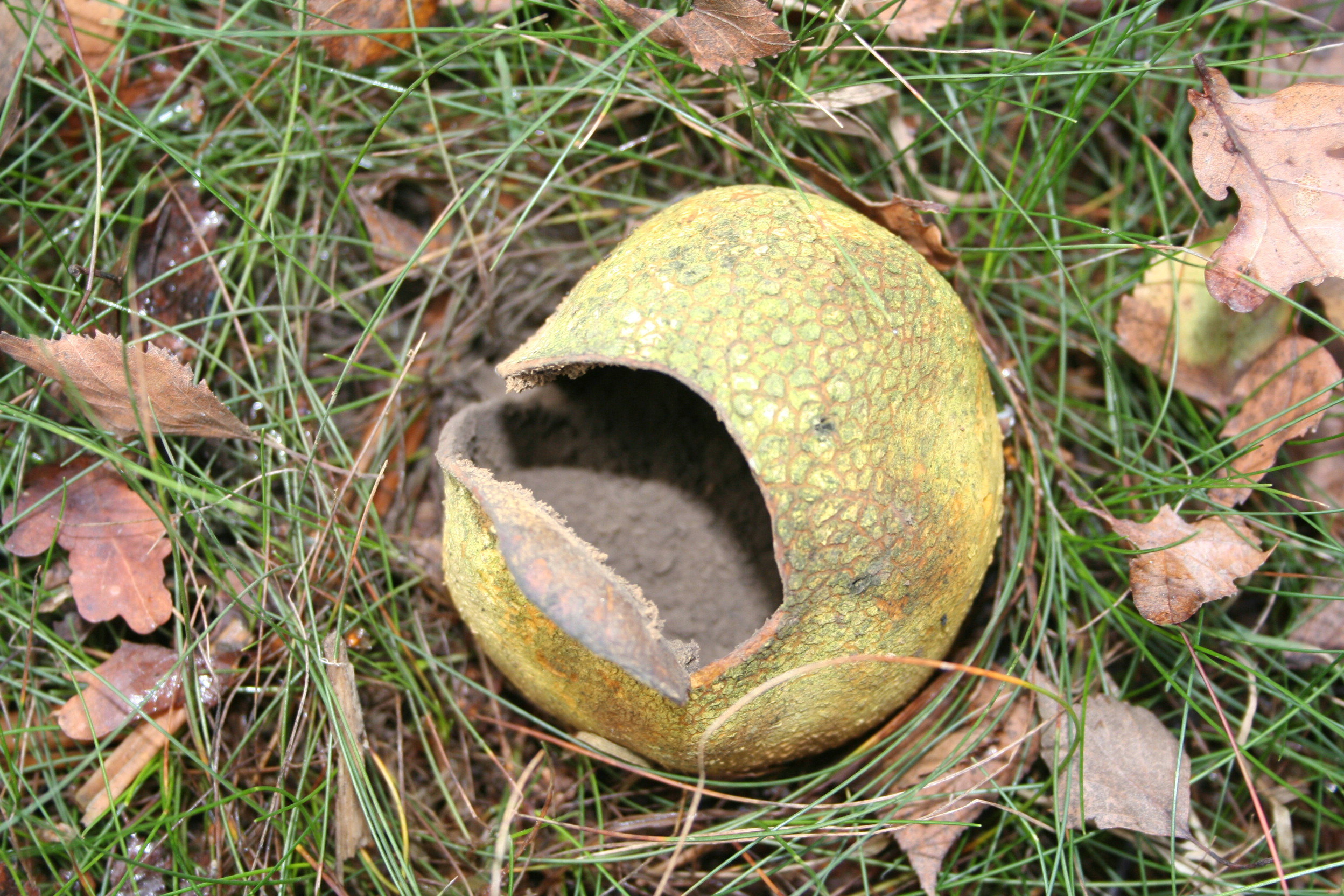
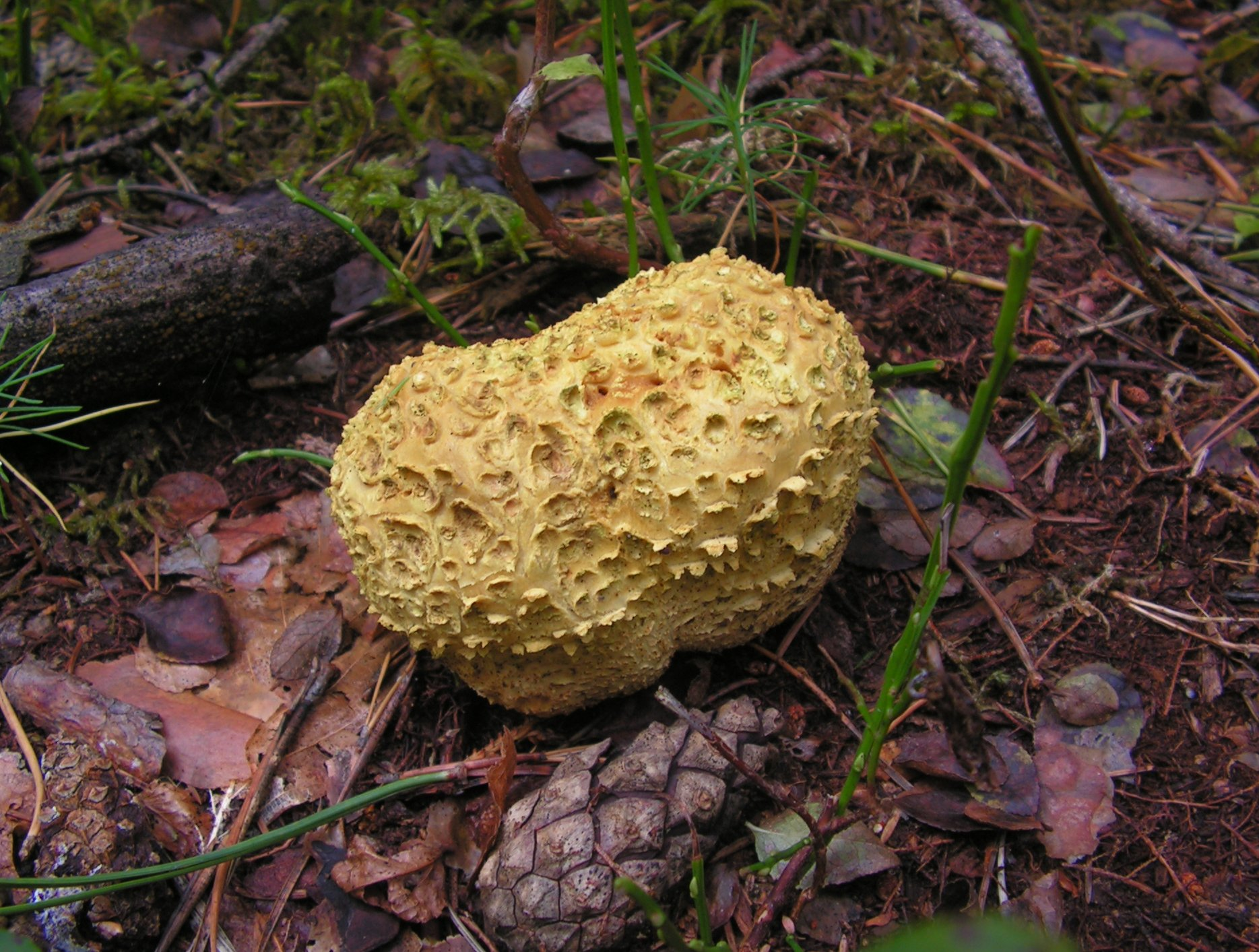
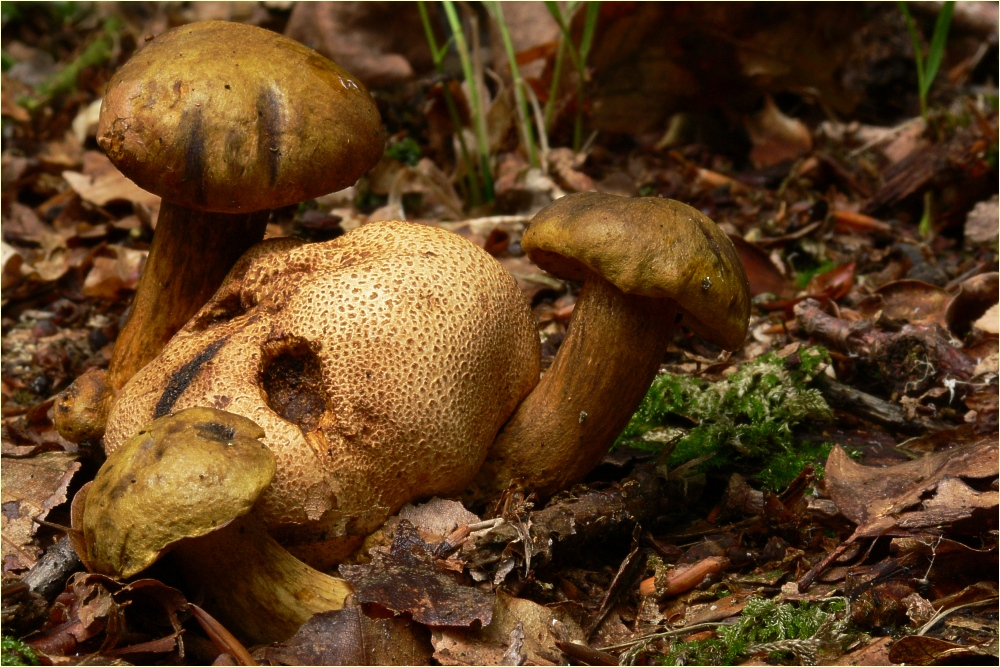
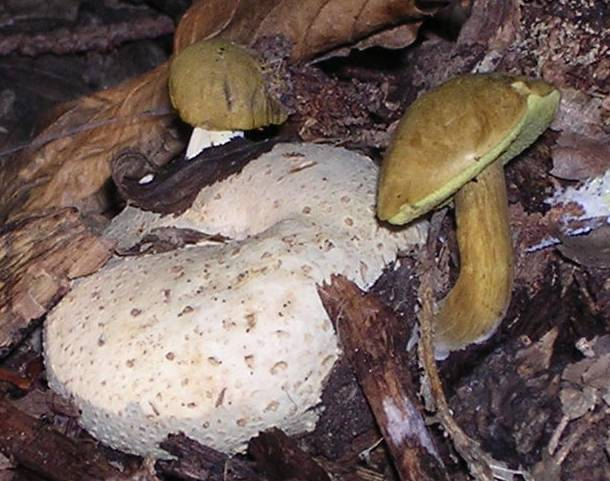
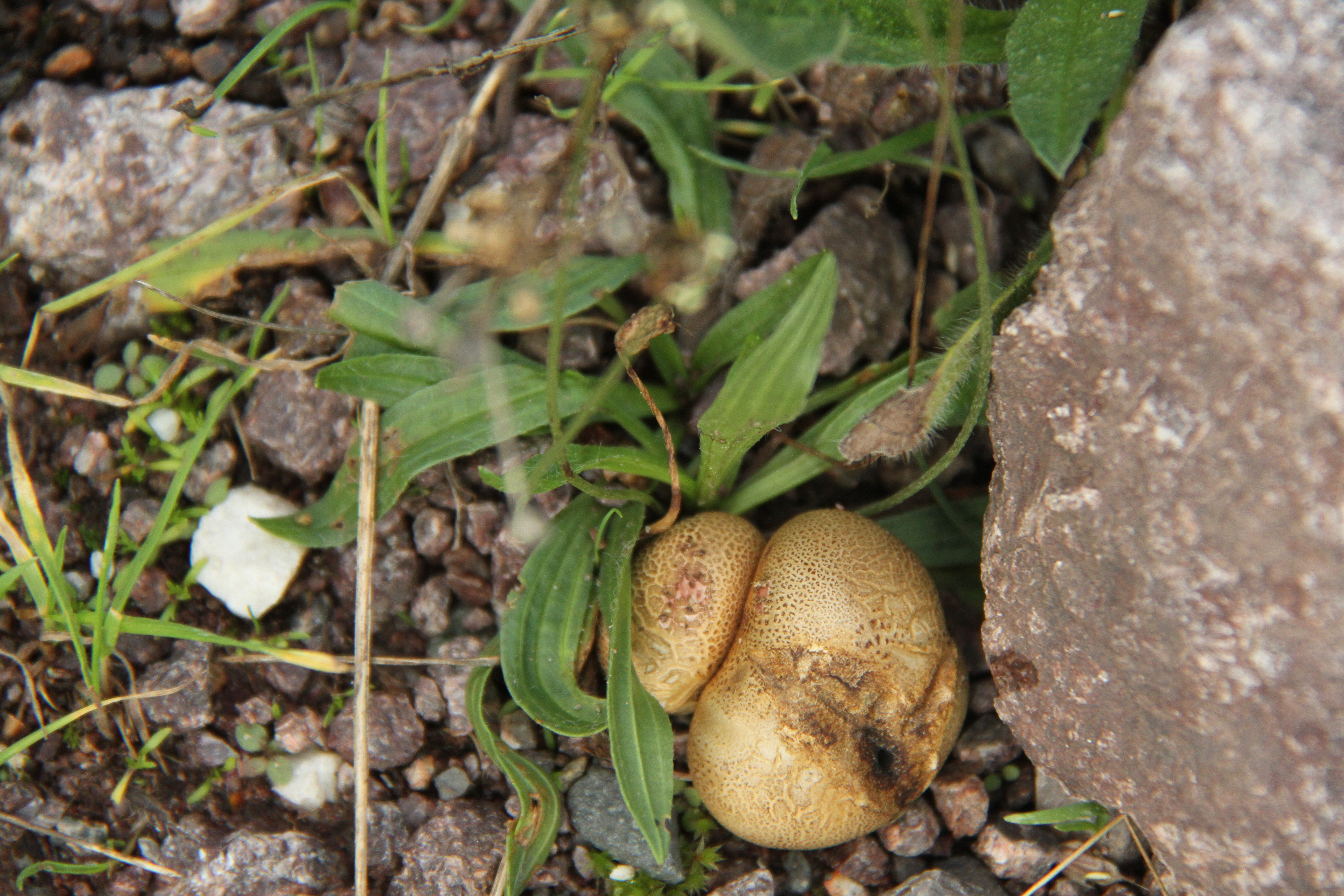
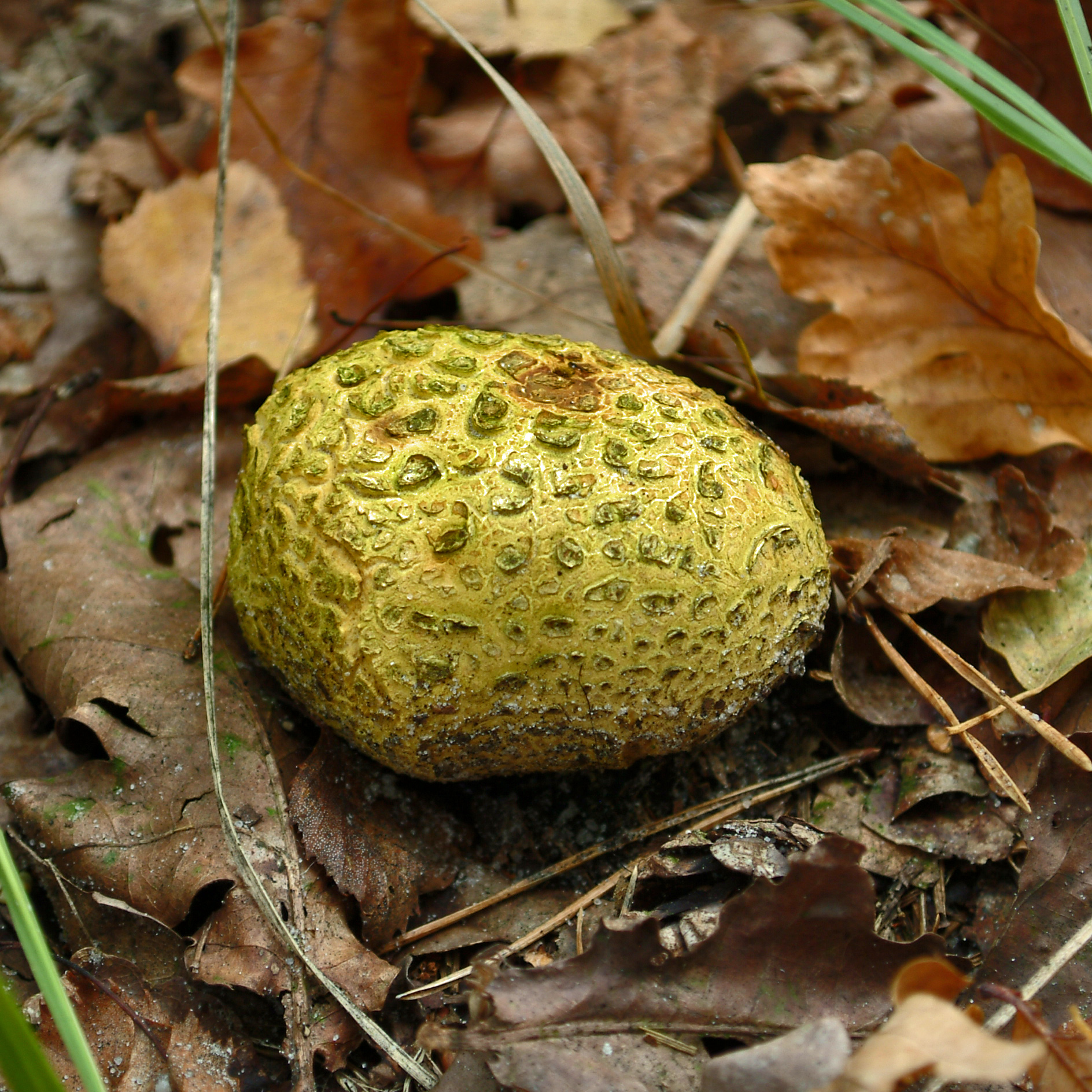
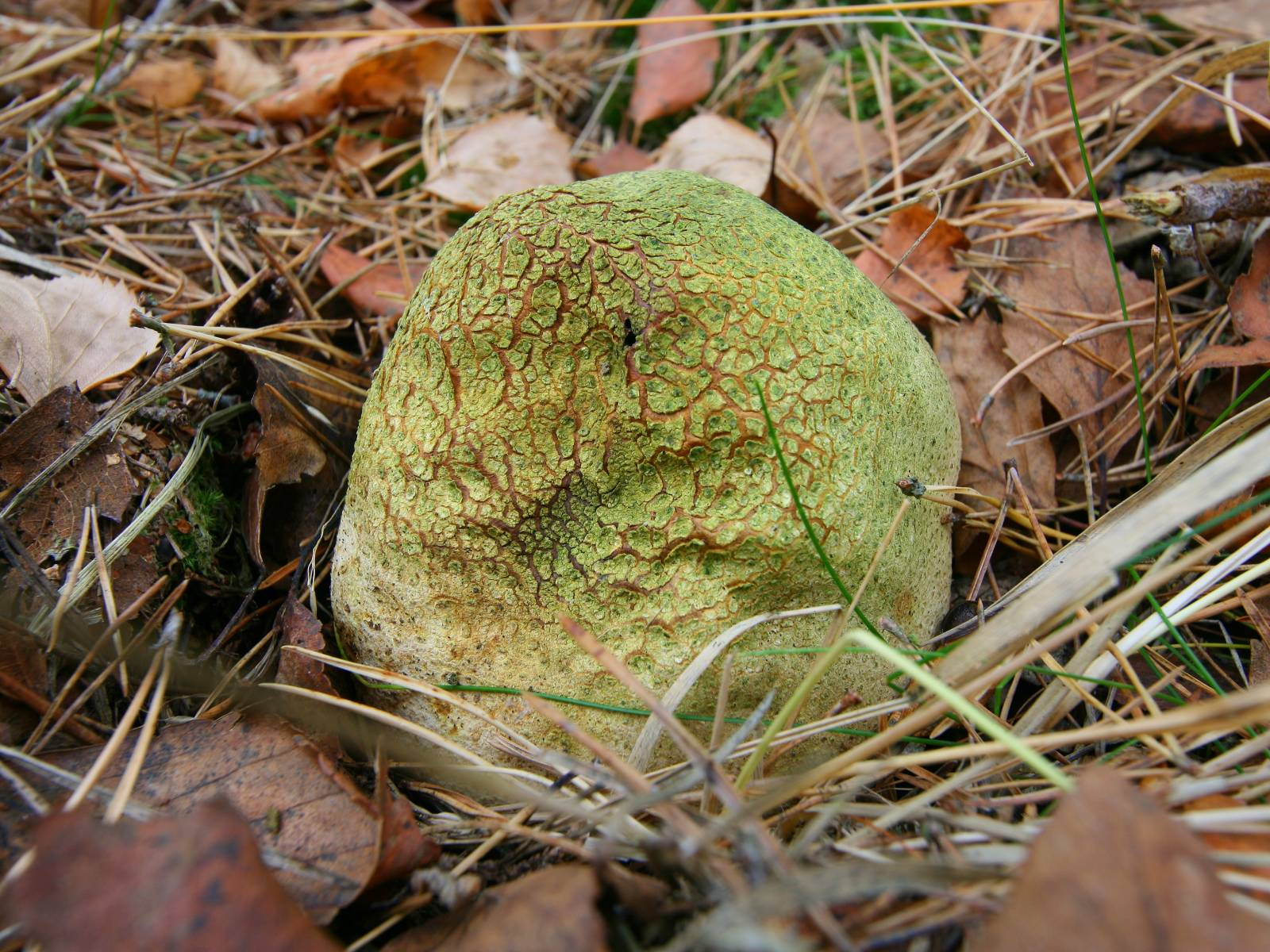
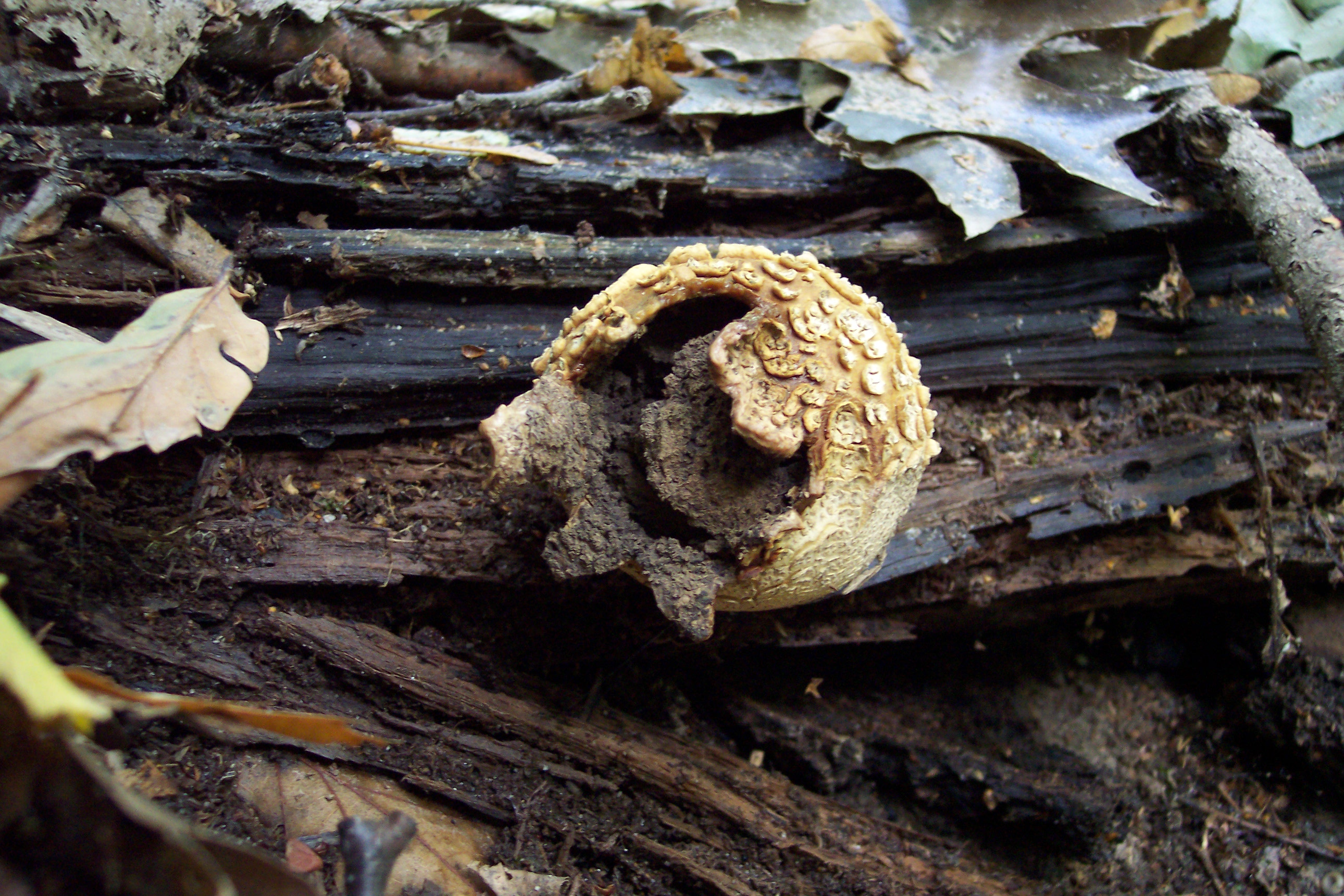